# Fan Yan
Fan Ye (en chino: 范晔) es un profesor y traductor chino.

## Carrera
Activo como académico y docente de idioma español en la Universidad de Pekín.
Fue director del Instituto Confucio adscrito a la Universidad de Granada.
Ha traducido al chino obras de Julio Cortázar, Luis Cernuda y Vicente Huidobro.
En 2011 produce la primera versión autorizada en chino de Cien años de soledad de Gabriel García Márquez.